# Pronous wixoides
Pronous wixoides är en spindelart som först beskrevs av Chamberlin och Ivie 1936.  Pronous wixoides ingår i släktet Pronous och familjen hjulspindlar. Inga underarter finns listade i Catalogue of Life.